# Шейк Конде
Шейк Умар Конде (фр. Cheick Oumar Condé, нар. 26 липня 2000, Конакрі, Гвінея) — гвінейський футболіст, півзахисник італійського клубу «Венеція» та національної збірної Гвінеї.

## Ігрова кар'єра

### Клубна
Шейк Конде починав займатися футболом у Гвінеї. Влітку 2019 року він перебрався до Європи, де один сезон провів у клубі Третьої ліги Чехії «Таборско». Вже в січні 2020 року футболіст підписав контракт з клубом чеського вищого дивізіону «Злін», де грав наступні два роки.
В червні 2022 року Конде перейшов до швейцарського клубу «Цюрих», з яким підписав чотирирічний контракт. 7 липня Конде дебютував у складі нової команди. Разом з «Цюрихом» футболіст грав в усіх європейських клубних турнірах.
В січні 2025 року Конде перейшов до італійської «Венеції», з якою був підписаний контракт до літа 2027 року.

### Збірна
25 березня 2022 року у товариському матчі проти команди Південної Африки Шейк Конде дебютував у складі національної збірної Гвінеї.